# Gabriel-François Chenon de Beaumont
Gabriel François Chenon de Beaumont est un homme politique français né le 18 septembre 1741 à Brûlon (Sarthe) et décédé le 29 septembre 1819 à Paris.
Conseiller à l'élection du Mans, il est député du tiers état aux États généraux de 1789 pour la sénéchaussée du Maine. Il siège avec la majorité et devient juge au tribunal du Mans en l'an IV.

## Sources
- « Gabriel-François Chenon de Beaumont », dans Adolphe Robert et Gaston Cougny, Dictionnaire des parlementaires français, Edgar Bourloton, 1889-1891 [détail de l’édition]